# Trichapomus violaceus
Trichapomus violaceus är en mångfotingart som beskrevs av Christoph D. Schubart 1956. Trichapomus violaceus ingår i släktet Trichapomus och familjen Cryptodesmidae. Inga underarter finns listade i Catalogue of Life.